# Mariánský sloup (Jaroměř)
Mariánský sloup v Jaroměři v okrese Náchod je barokní sousoší na tamním náměstí Československé armády.
Mariánský sloup vznikl v letech 1722/1723–1726/1727 a je řazen k významným dílům Matyáše Bernarda Brauna a jeho sochařské dílny. Podle odborníků patří k vysoce hodnotným příkladům vrcholně barokní sochařské tvorby východních Čech. Sloup se sochou Panny Marie a sochami světců je památkově chráněn.
Sloup je vysoký 15,6 m a obvod šestibokého zábradlí kolem sloupu činí 26,7 m.

## Historie
M. B. Braun působící v blízkém Kuksu se v roce 1719 v Jaroměři oženil s Marií Alžbětou Miseliusovou, dcerou místního měšťana. Jaroměřští měšťané následně využili Braunova vztahu k městu a v roce 1721 u něj objednali sousoší k uctění neposkvrněného početí Panny Marie – Immaculaty. Náklady ve výši 1321 zlatých byly uhrazeny převážně z jejich darů. Braun si přitom účtoval méně, než bylo obvyklé. Přímo Braun vytvořil kompozici sloupu, skici a modely, které pak do kamene provedl na místě v Jaroměři jeho spolupracovník Řehoř Theny.
Stavba sloupu započala v roce 1723 a již dalšího roku byla téměř hotová. Následně byl sloup ještě natřen bělobou a lněným olejem, částečně pozlacen a doplněn kovaným zábradlím. K vysvěcení došlo dne 8. prosince 1727.
Opravy sloupu byly učiněny v letech 1845, 1883 Berdardem Otto Seelingem a roku 1925 Jaroslavem Křepčíkem.

## Výzdoba

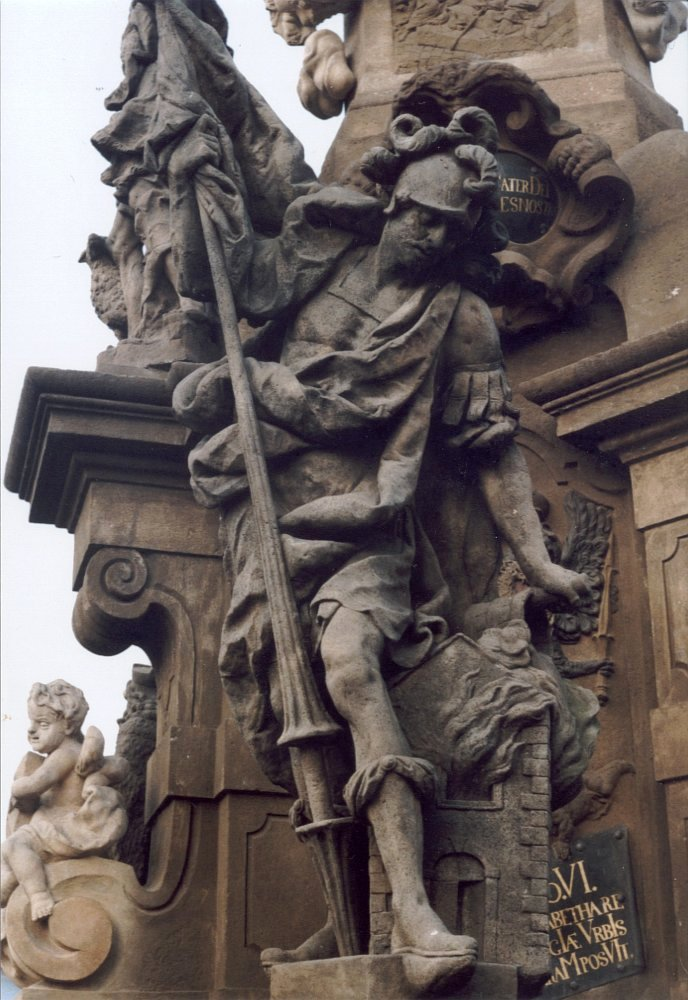
Svatý Florián, detail výzdoby mariánského sloupu

Sloup vyniká bohatou sochařskou výzdobou. Socha Panny Marie (lmmaculata) na vrcholu díla stojí tradičně na zeměkouli s hadem a půlměsícem na vrcholové hlavici. Použitý pískovec pochází z lomů na Hořicku.
Sousoší dále zdobí řada soch světců a několik reliéfů. Ve spodní části jsou na trojboké balustrádě umístěny sochy sv. Floriána, sv. Ignáce a sv. Jana Nepomuckého, mezi nimi tři reliéfy (rakouský orel, darovací nápis, Svatá rodina). Nad nimi jsou na římsách umístěny sochy sv. Jana Křtitele, sv. Štěpána a sv. Jakuba, a na římse obelisku alegorie Víry, výše reliéfy Navštívení P. Marie, Obětování Krista v chrámě a Nanebevzetí Panny Marie.
Počátkem 90. let 20. století bylo zjištěno, že stav této památky je havarijní. Proto byla zahájena intenzivní jednání o vypracování koncepce záchrany sloupu. Stupeň koroze kamenného materiálu byl označen odborníky za natolik pokročilý, že přes veškeré konzervační a restaurátorské zásahy, nebude možné zabránit stálému úbytku dochované míry autentičnosti. Z toho důvodu bylo rozhodnuto o vytvoření kopií sochařské výzdoby a některých architektonických prvků. Dohromady tak vzniklo 30 věrných kopií původních soch a reliéfů z umělého kamene a základní stavební části mariánského sloupu byly staticky zajištěny a restaurovány. Restaurování sloupu proběhlo v letech 1990–1997.
Originály soch jsou k vidění v Bastionu č. 1 v pevnosti Josefov.

## Zajímavosti
Sloup je vyobrazen na akvarelu Karla Meisnera.

### Externí zdroje
- Paul, V. (1925): M.B. Braunův Mariánský sloup a Plačící žena v Jaroměři. Jaroměř: A. Šmahel.